# Eremiaphila mzabi
Eremiaphila mzabi es una especie de mantis de la familia Eremiaphilidae.

## Distribución geográfica
Se encuentra en Argelia.